# محمد صالحی (خلبان جنگنده)
محمد صالحی (۱۳۲۸ – ۳۱ شهریور ۱۳۵۹) سرگرد خلبان مک‌دانل داگلاس اف-۴ فانتوم ۲ بود 

## زندگی‌نامه
محمد صالحی در خانواده‌ای با ۴ پسر و یک دختر به دنیا آمد که محمد آخرین فرزند خانواده بود. او یک بار در دوران کودکی مریض می‌شود و مادرش نذر می‌کند که اگر شفا گرفت، اسم دیگر او را «عباس» صدا بزنند و بعد از شفای او، همین کار را انجام می‌دهد.
به گفته خانواده‌اش، محمد خیلی باهوش بوده و در سال ۱۳۴۶ در رشته پزشکی پذیرفته می‌شود اما به دلیل علاقه‌ای که به پرواز داشته، به نیروی هوایی ارتش می‌رود؛ او دوره آموزش اولیه را در ایران سپری کرده و برای تکمیل دوره تخصصی پرواز به آمریکا اعزام می‌شود.
وی در سال ۱۳۵۴ با «ناهید» ازدواج کرد و تنها فرزندش به نام «پانته‌آ» در سال ۱۳۵۶ به دنیا آمد؛ وقتی که سید روح‌الله خمینی در بهمن ۱۳۵۷ وارد ایران شدند، محمد جزو نخستین افراد نظامی بود که به دیدار او رفت؛ محمد بعد از پیروزی انقلاب ۱۳۵۷ در پایگاه هوایی نوژه به خدمت می‌پرداخت و در افشای جریان کودتای نوژه که همان ابتدای انقلاب در پایگاه هوایی همدان طراحی شده بود، نقش مهمی ایفا کرد.

## مرگ
محمد صالحی به همراه خالد حیدری به عنوان خلبانان مک‌دانل داگلاس اف-۴ فانتوم ۲ از پایگاه هوایی نوژهِ همدان در قالب گروه آلفارد به پایگاه «شعبیه» و «کوت» عراق حمله‌ور شدند و اولین پاسخ را به حمله رژیم بعث عراق دادند.
پس از انهدام این پایگاه‌ها، هنگام بازگشت به خاک ایران هواپیمای جنگنده آن‌ها دچار سانحه شد و محمد صالحی به همراه کابین عقب خود خالد حیدری کشته شدند و بدین ترتیب نام خود را به عنوان نخستین خلبانان کشته‌شده در عملیات برون مرزی در دوران به ثبت رساندند.
همسر محمد صالحی در این باره می‌گوید:
ظهر روز ۳۱ شهریور ۵۹ بود؛ همسرم به خانه آمده بود تا غذا بخوریم؛ با توجه به حمله هواپیماهای بعث عراق، صدای انفجار در فضا پیچید. محمد به سرعت آماده شد تا برود؛ متوجه شدم که برای چه می‌رود؛ در منزل را بستم؛ به او التماس کردم؛ به پاهایش افتادم که نرود؛ اما محمد گفت: من برای دفاع از مملکتم آموزش دیدم؛ الآن زمانی هست که من باید بروم برای دفاع از مملکت؛ نابود کردن بعثی‌ها برای ما فقط ۱۰ دقیقه زمان می‌برد؛ او رفت و ۳۲ سال از او بی‌خبر هستیم
پیکر محمد صالحی آبان ماه سال ۱۳۹۱، پس از ۳۲ سال به ایران بازگشت.

## در رسانه
مستند آلفارد روایت زندگی و نحوه شهادت خالد حیدری و محمد صالحی است که توسط هوشنگ میرزایی به تصویر کشیده شده‌است.